# Charadrius obscurus
Il piviere della Nuova Zelanda (Charadrius obscurus, Gmelin 1789) è un uccello della famiglia dei Charadriidae.

## Sistematica
Charadrius obscurus ha due sottospecie:
- Charadrius obscurus obscurus
- Charadrius obscurus aquilonius

## Distribuzione e habitat
La sottospecie C. o. obscurus nidifica su Stewart Island e in genere lo si incontra nell'Isola del Sud, mentre C. o. aquilonius nidifica nella parte settentrionale dell'Isola del Nord.